# Épégard
Épégard és un municipi francès situat al departament de l'Eure i a la regió de Normandia. L'any 2007 tenia 432 habitants.

## Demografia

### Població
El 2007 la població de fet d'Épégard era de 432 persones. Hi havia 165 famílies, de les quals 26 eren unipersonals (13 homes vivint sols i 13 dones vivint soles), 55 parelles sense fills, 63 parelles amb fills i 21 famílies monoparentals amb fills.
La població ha evolucionat segons el següent gràfic:
Habitants censats

### Habitatges
El 2007 hi havia 181 habitatges, 169 eren l'habitatge principal de la família, 8 eren segones residències i 5 estaven desocupats. Tots els 181 habitatges eren cases. Dels 169 habitatges principals, 155 estaven ocupats pels seus propietaris, 12 estaven llogats i ocupats pels llogaters i 2 estaven cedits a títol gratuït; 2 tenien dues cambres, 24 en tenien tres, 57 en tenien quatre i 85 en tenien cinc o més. 147 habitatges disposaven pel capbaix d'una plaça de pàrquing. A 73 habitatges hi havia un automòbil i a 90 n'hi havia dos o més.

### Piràmide de població
La piràmide de població per edats i sexe el 2009 era:
| Homes | Edats   | Dones |
| ----- | ------- | ----- |
| 0     | 95 o +  | 0     |
| 0     | 90 a 94 | 0     |
| 0     | 85 a 89 | 4     |
| 4     | 80 a 84 | 4     |
| 12    | 75 a 79 | 4     |
| 4     | 70 a 74 | 12    |
| 8     | 65 a 69 | 0     |
| 8     | 60 a 64 | 8     |
| 12    | 55 a 59 | 4     |
| 16    | 50 a 54 | 20    |
| 12    | 45 a 49 | 8     |
| 16    | 40 a 44 | 32    |
| 36    | 35 a 39 | 20    |
| 16    | 30 a 34 | 8     |
| 8     | 25 a 29 | 16    |
| 16    | 20 a 24 | 4     |
| 24    | 15 a 19 | 16    |
| 4     | 10 a 14 | 20    |
| 24    | 5 a 9   | 16    |
| 12    | 0 a 4   | 8     |

## Economia
El 2007 la població en edat de treballar era de 305 persones, 234 eren actives i 71 eren inactives. De les 234 persones actives 223 estaven ocupades (127 homes i 96 dones) i 10 estaven aturades (6 homes i 4 dones). De les 71 persones inactives 22 estaven jubilades, 22 estaven estudiant i 27 estaven classificades com a «altres inactius».

### Ingressos
El 2009 a Épégard hi havia 180 unitats fiscals que integraven 486,5 persones, la mediana anual d'ingressos fiscals per persona era de 18.732 €.

### Activitats econòmiques
Dels 11 establiments que hi havia el 2007, 1 era d'una empresa alimentària, 1 d'una empresa de fabricació d'altres productes industrials, 3 d'empreses de construcció, 1 d'una empresa de comerç i reparació d'automòbils, 1 d'una empresa de transport, 2 d'empreses de serveis, 1 d'una entitat de l'administració pública i 1 d'una empresa classificada com a «altres activitats de serveis».
Dels 3 establiments de servei als particulars que hi havia el 2009, 1 era un paleta, 1 lampisteria i 1 electricista.
L'únic establiment comercial que hi havia el 2009 era una carnisseria.
L'any 2000 a Épégard hi havia 8 explotacions agrícoles que ocupaven un total de 105 hectàrees.

## Equipaments sanitaris i escolars
El 2009 hi havia una escola elemental integrada dins d'un grup escolar amb les comunes properes formant una escola dispersa.

## Poblacions més properes
El següent diagrama mostra les poblacions més properes.